# Sauce (Corrientes)
Pour les articles homonymes, voir Sauce (homonymie).
Sauce est une ville de la province de Corrientes, en Argentine, et le chef-lieu du département homonyme. Elle se situe sur les bords du Río Guayquiraró face à la province d'Entre Ríos. Sa population s'élevait à 9 115 habitants en 2001.